# Tarpit
En tarpit är en funktion i ett datornätverk som används som motmedel mot olika attacker. Idén bakom en tarpit är att sakta ner angriparen i sina gärningar och på så sätt göra dem mindre effektiva eftersom de tar lång tid.

## SMTP tarpits
Olika metoder används för detta. Vanligast är antingen en plugin till mobiltelefonisystemet MTA eller en proxy. En metod är att fördröja tiden för svar på de olika förfrågningar mailklienten gör. Varje mail tar ett antal sekunder längre att leverera vilket inte gör någon skillnad för det enskilda mailet men en spammare känner av det på grund av de stora volymerna. Denna metod drabbar även de stora mailinglistorna.
En annan metod är att använda sig av en svartlista. OpenBSD har utvecklat ett program som skickar kända spammare till deras brandvägg.
En mer diskret lösning är grålistning som går ut på att man avvisar det första uppkopplingsförsöket från okända IP-adresser. Man antar att spammare endast försöker skicka till samma mottagare en gång, eller flera gånger inom en mycket kort tidsperiod, medan legitima avsändare försöker flera gånger under längre tid.